# 尼古拉·格拉西缅科
尼古拉·费奥多罗维奇·格拉西缅科（羅馬化：Nikolay Fyodorovich Gerasimenko；1950年12月1日—）是一位俄罗斯医生和政治人物，曾担任第二届至第七届国家杜马议员。
1973年，他毕业于阿尔泰国立医科大学，随后在莫斯科国立谢切诺夫第一医科大学任教。1997年，他当选为俄罗斯医学科学院通讯院士，后于2002年成为俄罗斯医学科学院院士。